# Puente levadizo de viga doble
Un puente levadizo de viga doble, un balancín o un puente plegable es un puente móvil. Se abre por rotación sobre un eje horizontal paralelo al agua. Históricamente, el puente levadizo de viga doble ha emergido del puente levadizo. A diferencia de un puente levadizo, un puente levadizo de viga doble tiene contrapesos, por lo que la apertura requiere mucha menos energía.

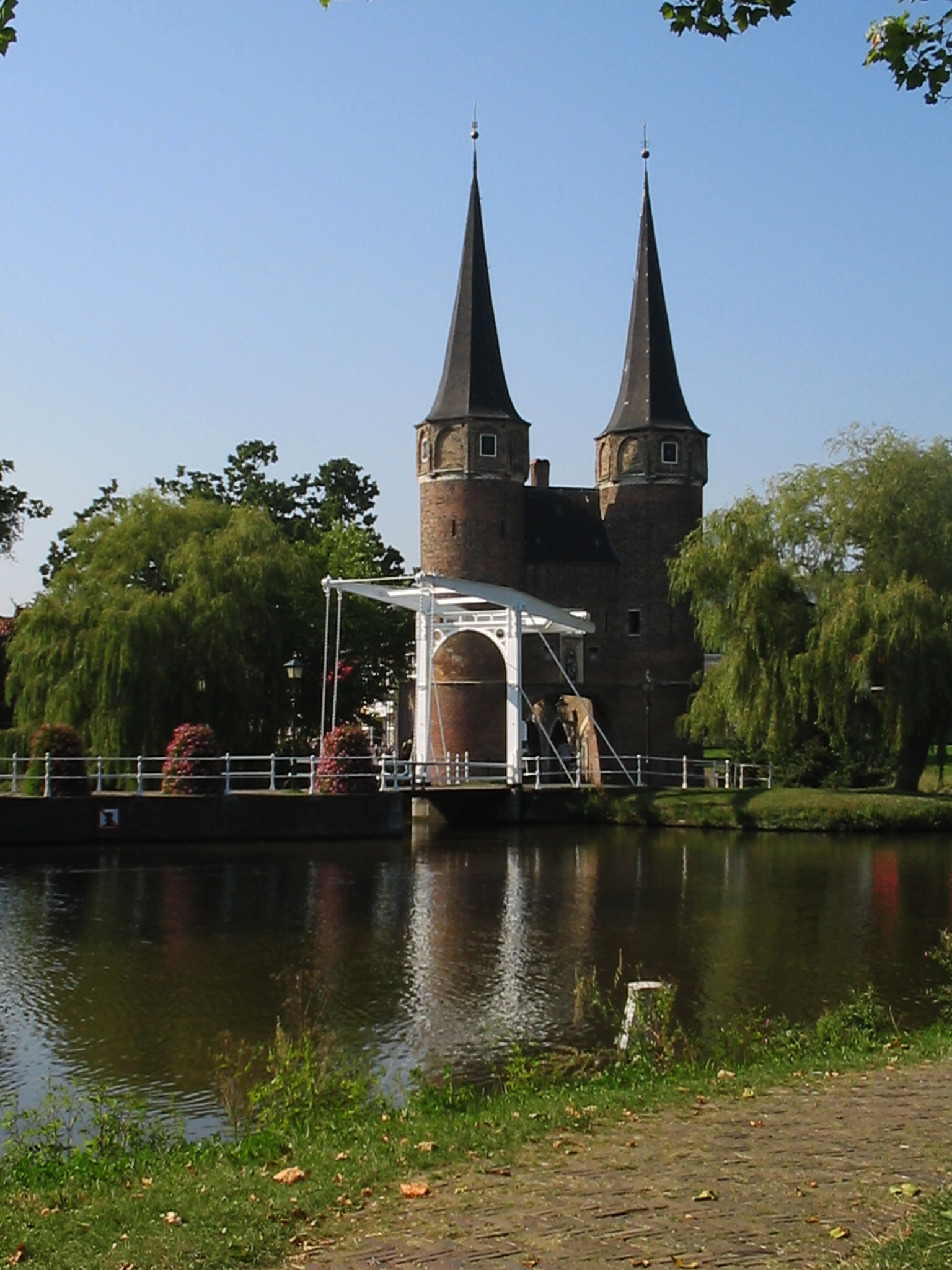
Puente levadizo de viga doble en Delft

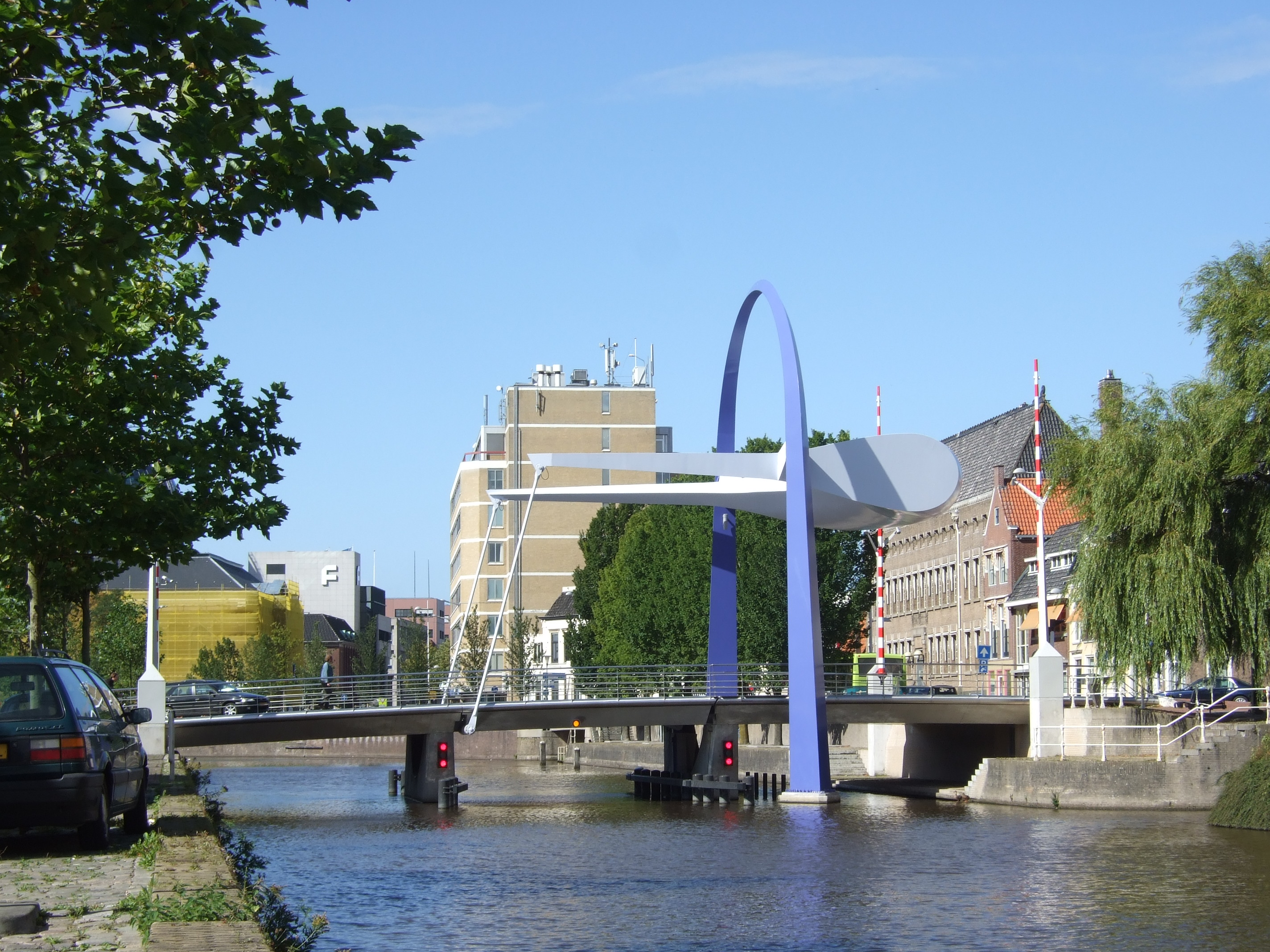
nl: ophaalbrug El Poortbrug en Leeuwarden une el antiguo foso de la ciudad

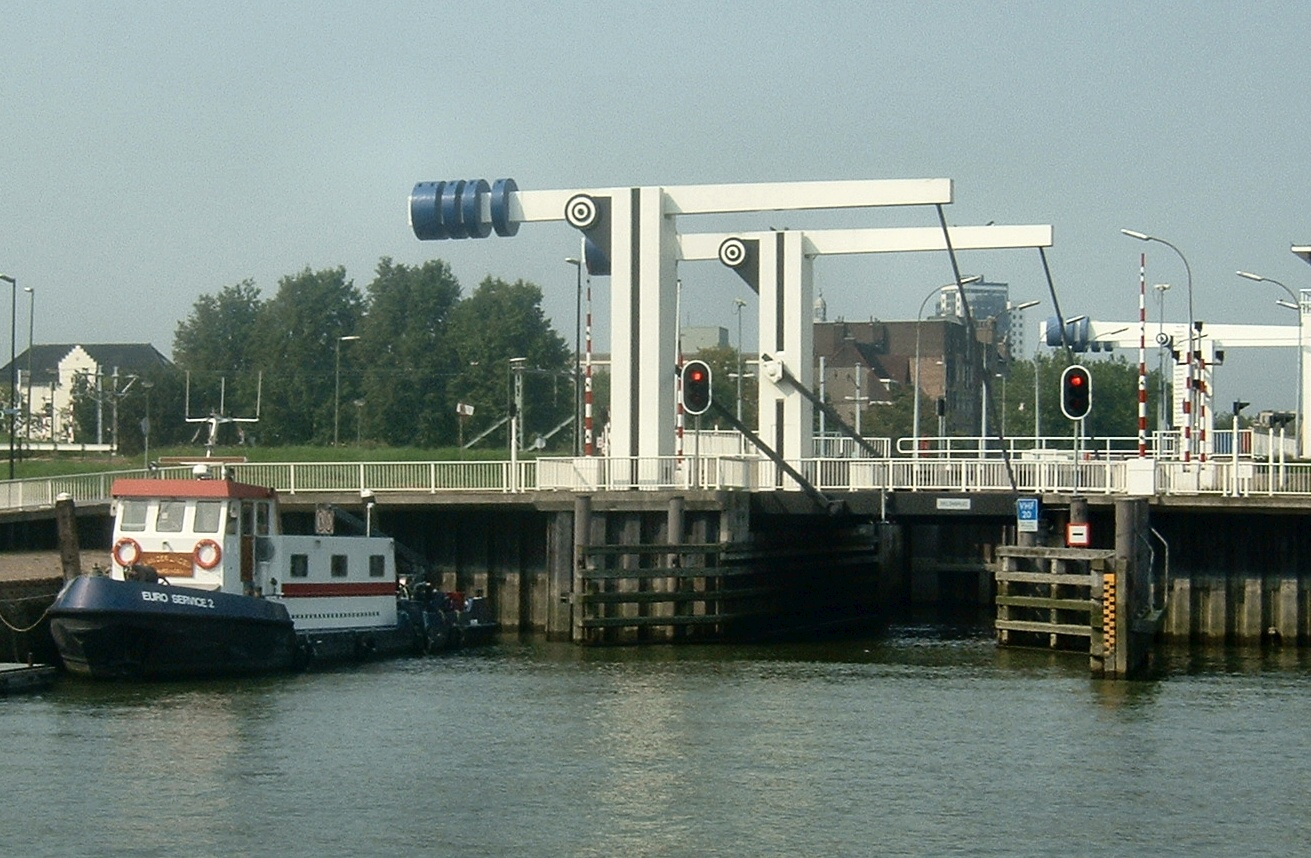
Puente levadizo de viga doble en Vlaardingen Vlaardingen

A diferencia del puente basculante, el puente levadizo de viga doble y el puente de oreja, el puente levadizo de viga doble tiene dos bisagras. La superficie de la carretera está conectada a la bisagra inferior. Sobre la bisagra hay un portal, la puerta hamei. Un brazo giratorio, el equilibrio, está unido a esta puerta hamei. En un lado de la balanza cuelga el contrapeso, la caja de la balanza, en el otro lado, el brazo está conectado a la punta de la plataforma del puente. Entonces, cuando el puente sube, el equilibrio y la plataforma del puente se vuelven paralelos.
El inconveniente de un puente levadizo de viga doble tradicional es que tiene una altura libre limitada. Es por eso que la caja de equilibrio a veces no cuelga entre los dos brazos, sino sobre los propios brazos, sin que los brazos estén conectados entre sí. Entonces hay dos cajas de balance.
Se han realizado muchas variantes en el diseño básico del puente levadizo de viga doble. Ambos son de doble rotación (con dos plataformas de puente separadas) y de rotación simple y con una plataforma de puente diagonal. En este último caso, solo hay una torre o estilo Hamei, que está al lado de la carretera.
El punto de pivote de la balanza con la caja de balanza puede quedar detrás de la puerta hamei (como en la foto) o directamente encima de ella. Este último sistema se denomina "tipo Ansterdan". La ventaja de esto es que la torre solo se carga bajo presión. Cuando el punto de pivote cae detrás de la columna, la torre se carga excéntricamente; esto da tanto presión como flexión.
Cuando los puentes levadizos de doble haz se abren y cierran eléctricamente, un motor eléctrico con un engranaje a menudo se ubica aproximadamente a la mitad de la altura en los estilos Hamei. Esto se acopla a un bastidor que está abisagrado a la plataforma del puente. Esta construcción también se puede ver en la foto. El estante a menudo no es recto, sino con una curvatura al final, como un palo de hockey; esto es para darle tiempo al motor eléctrico para acelerar y subir (y bajar) gradualmente el puente.